# Cryptotrogus niveus
Cryptotrogus niveus är en skalbaggsart som beskrevs av Hampe 1852. Cryptotrogus niveus ingår i släktet Cryptotrogus och familjen Melolonthidae. Inga underarter finns listade i Catalogue of Life.